# Älgarås
Älgarås est une localité de la commune de Töreboda dans le comté de Västra Götaland en Suède.
Sa population était de 376 habitants en 2019.